# مگالانکوسور
مگالانکوسور (نام علمی: ') نام یک سرده از راسته نیاسوسماران است.